# 27709 Orenburg
A 27709 Orenburg (ideiglenes jelöléssel 1988 CU3) a Naprendszer kisbolygóövében található aszteroida. Eric Walter Elst fedezte fel 1988. február 13-án.
A kisbolygó Orenburg orosz városról kapta a nevét.